# أوزوالد غاريسون فيلارد
أوزوالد غاريسون فيلارد (13 مارس 1872-1 أكتوبر 1949) صحفي أمريكي، وقد كان محررًا لصحيفة نيويورك إيفيننغ بوست. كان ناشطًا في مجال الحقوق المدنية، وكان مع والدته فاني فيلارد من الأعضاء المؤسسين في الجمعية الوطنية للنهوض بالملونين. كتب في عام 1913 إلى الرئيس وودرو ويلسون للاحتجاج على الفصل العنصري الذي فرضته إدارته في المكاتب الفيدرالية في واشنطن العاصمة، وهو تغيير عن ظروف الإدماج السابقة. كان متحدثًا ليبراليًا بارزًا في عشرينيات وثلاثينيات القرن العشرين، ثم تحول إلى اليمين.
كان فيلارد أحد مؤسسي الرابطة الأمريكية لمعاداة الاستعمارية، التي ناصرت استقلال الأراضي المستولى عليها في الحرب الأمريكية الإسبانية. قدم رابطًا مباشرًا فريدًا ا بين معاداة الاستعمارية في أواخر القرن التاسع عشر واليمين القديم المحافظ في ثلاثينيات وأربعينيات القرن العشرين.

## النشأة والمسيرة المهنية
ولد فيلارد في فيسبادن في ألمانيا، في 13 مارس 1872، عندما عاش والداه هناك. كان نجلًأ لهنري فيلارد، الذي كان مراسلًا لإحدى الصحف الأمريكية ومهاجرًا من ألمانيا، وفاني (غاريسون) فيلارد، ابنة ناشط إلغاء العبودية ويليام لويد غاريسون. كانت فاني فيلارد ناشطة حق تصويت المرأة ومن مؤسسات حركة السلام النسائية. استثمر والده لاحقًا في السكك الحديدية، واشترى صحيفتي ذا نيشن ونيويورك بوست في عام 1881. عادت العائلة إلى الولايات المتحدة بعد وقت قصير من ولادة فيلارد، واستقرت في مدينة نيويورك في عام 1876.

تخرج فيلارد من جامعة هارفارد عام 1893، ثم ذهب في جولة في أوروبا مع والده لمدة عام، عاد بعدها إلى هارفارد ليحصل على درجة الدراسات العليا في التاريخ الأمريكي. عمل كمدرس مساعد، وكان بإمكانه التمرس في الأوساط الأكاديمية، لكنه رغب في حياة أكثر نشاطًا. انضم في عام 1896 إلى طاقم صحيفة ذا فيلاديلفيا بريس، لكن لم يعجبه استرضاء الصحيفة للمُعلنين. سرعان ما انضم بعد ذلك إلى طاقم عمل والده في ذا إيفنينغ بوست، حيث عمل محررًا لصفحة أخبار السبت. بدأ الكتابة بانتظام في ذا نيويورك إيفنينغ بوست وذا نيشن، وقال إنه وزملاؤه قد كانوا:
راديكاليين في السلام والحرب وفيما تعلق بقضية الزنوج، وراديكاليين في إصرارنا على بقاء الولايات المتحدة في نطاق الوطن وعدم خوض حرب في الخارج وفرض إرادتها الاستعمارية على جمهوريات أمريكا اللاتينية، التي تترافق غالبًا بمذابح كبيرة. لقد كنا راديكاليين في مطالبتنا بالتجارة الحرة ومعارضتنا الكاملة لنظام الحماية برمته.

## المناصرة والنشاط
كان فيلارد أيضًا أحد مؤسسي الرابطة الأمريكية لمعاداة الاستعمارية، والتي ناصرت استقلال المناطق المستولى عليها في الحرب الأمريكية الإسبانية. نظم لتعزيز القضية «دخولًا ثالثًا» في عام 1900 لتحدي ويليام جينينغز بريان وويليام ماكينلي. انضم إليه في هذه الجهود العديد من المحاربين القدامى الرئيسيين في الحزب الوطني الديمقراطي عام 1896. لم يكن من المستغرب أن يوجه فيلارد نداءً شخصيًا إلى الرئيس السابق جروفر كليفلاند، وهو بطل الديمقراطيين الذهبيين، يحثه فيه على أن يكون المرشح، إلا أن كليفلاند اعترض مؤكدًا أن الناخبين لن يهتموا بما سيقوله. استخدم فيلارد باستمرار الصفحة الافتتاحية لصحيفة إيفنينغ بوست ليناقش ضد الاستعمارية والتوسعية.
قدم في عام 1910 مساحة في صحيفة نيويورك إيفيننغ بوست من أجل «الدعوة» للاجتماع الذي نظم رسميًا الجمعية الوطنية للنهوض بالملونين. أصبح فيلارد أحد مؤسسي المنظمة، جنبًا إلى جنب مع وليام إدوارد بورغاردت دو بويز وأفراد مؤثرين آخرين. شغل فيلارد منصب أمين صندوق الجمعية الوطنية للنهوض بالملونين لسنوات عديدة، بينما كان مورفيلد ستوري، وهو ديمقراطي آخر من كليفلاند، رئيسًا لها.
دعم فيلارد وودرو ويلسون في انتخابات عام 1912، وخلال مقابلة مع الرئيس أقنع ويلسون بالعمل على تحسين ظروف الأمريكيين من أصل أفريقي. احتج عن طريق الكتابة إلى ويلسون في يوليو 1913 على الفصل الذي مارسته إدارته في المكاتب الفيدرالية في العاصمة، وهو تغيير عن الممارسة السابقة. ناشد بوكر تي واشنطن فيلارد لإقناع ويلسون بتغيير سياسته. دافع ويلسون عن هذه السياسات ولم يبذل جهدًا لمساعدة السود خلال فترة إدارته، وقد تجاوز العديد من الأمريكيين من أصل أفريقي الخطوط الحزبية للتصويت لصالحه، إلا أن قلة منه قد عُينوا في مناصب عليا في الخدمة المدنية.
لم يفعل ويلسون شيئًا لتشجيع إنهاء حرمان السود في الجنوب من حقوقهم من قبل المجالس التشريعية التي هيمن عليها الديمقراطيون، والتي استبعدت إلى حد كبير الأميركيين من أصل أفريقي هناك من النظام السياسي. لذا انقلب فيلارد على الرئيس، وأيد خصومه وكتب افتتاحيات ضده في جريدتي إيفنينغ بوست وذا نيشن.
عارض فيلارد خطة ويلسون بشأن عصبة الأمم، وتحدث في عام 1921 في سينسيناتي في ولاية أوهايو عندما حاول حشد من الغوغاء العنيفين تعطيل الخطاب المناهض للعصبة.

## الكتب والكتابات
نشر فيلارد في عام 1910 كتاب جون براون 1800-1859: سيرة ذاتية بعد خمسين عامًا، والذي صور براون كبطل أمريكي ملهم، وقد أشاد به المراجعون بسبب لهجته غير المتحيزة واستخدامه للمعلومات الجديدة.
كتب فيلارد أيضًا ألمانيا المحاصرة (1915)، حث فيه القراء على الاعتراف بالمساهمات الألمانية في الحياة الأمريكية ووصف الانقسام السياسي في ألمانيا، وذكّر القراء بأن الألمان يؤمنون بقضيتهم، وأنهم دعوا إلى استمرار الحياد في الصراع الأوروبي. أتبع فيلارد ذلك بدراستين إضافيتين عن ألمانيا: الفينيق الألماني: قصة الجمهورية (1933) وداخل ألمانيا، مع خاتمة، إنجلترا في الحرب (1939، وأعيد طباعتها بعنوان داخل ألمانيا 1940). استخدم فيلارد ما سبق لدراسة المساهمات الألمانية بعد الحرب في الفن والسياسة والصحافة والتعليم والأخلاق. ناقش كتابه الثالث سياسات أدولف هتلر النازية الوحشية ومحنة المدنيين الألمان.
كتب فيلارد العديد من الكتب التي تنتقد الصحفيين والصحف، وكان هدفه المعلن تحسين المعايير الصحفية، التي يعتقد أنها استسلمت للشركات الكبرى وقلة النزاهة. شعر أن معاصريه ضحوا بالنزاهة مقابل المساهمات المالية من الشركات والسياسيين. نشر العديد من مقالاته وخطاباته حول مجموعة واسعة من المواضيع بما في ذلك النزعة العسكرية والموسيقى وعائلة غاريسون والتمييز العنصري. نشر اخيرًا وصفًا للعقبات والإنجازات المبكرة التي خاضها والده، وكتب أيضًا سيرته الذاتية بعنوان سنوات القتال: مذكرات محرر ليبرالي، والتي لاقت استحسانًا كبيرًا واحتُفي بها.

## المتحدث الليبرالي
استمر فيلارد في الدفاع عن الحريات المدنية، والحقوق المدنية، ومعاداة الاستعمارية بعد الحرب العالمية الأولى، إلا أنه تخلى إلى حد كبير عن إيمانه السابق بالاقتصاد الحر. شارك في عام 1943 في مناظرة مع الفيلسوف آين راند حول موضوع الجماعية مقابل الفردانية، برعاية الجمعية الاقتصادية الأمريكية، والتي نُشرت في عدد من الصحف.

## العائلة والإرث
كان ابنه الأكبر، هنري هيلجارد فيلارد، رئيسًا لقسم الاقتصاد في كلية مدينة نيويورك وأول رئيس ذكر لجمعية تنظيم الأسرة في مدينة نيويورك، وكان ابنه الأصغر، أوزوالد غاريسون فيلارد الابن، أستاذًا للهندسة الكهربائية في جامعة ستانفورد، وكانت ابنته دوروثي فيلارد هاموند عضوة في الجامعة الأمريكية بالقاهرة.
أصدرت خدمة البريد الأمريكية في 21 فبراير 2009 طابعًا تذكاريًا لتكريم عمل فيلارد في مجال الحقوق المدنية.